# Vertrauensinteresse
Das Vertrauensinteresse (auch negatives Interesse) bezeichnet das Interesse der Geschäftsparteien, nicht (fälschlich) auf die Gültigkeit eines ungültigen Rechtsgeschäftes oder einer ungültigen Willenserklärung zu vertrauen. Es umfasst das Interesse, sich nicht über die Gültigkeit zu täuschen beziehungsweise nicht über die Gültigkeit getäuscht zu werden.
Muss einer Geschäftspartei das Vertrauensinteresse ersetzt werden, so ist diese so zu stellen, wie sie stünde, wenn sie nicht auf die Gültigkeit des Rechtsgeschäfts vertraut hätte. So muss beispielsweise der Verkäufer, der den Kaufvertrag wirksam angefochten hat, dem Käufer die Fahrtkosten ersetzen, die dieser im Vertrauen auf die Gültigkeit des Vertrages aufgewendet hat, um den Kaufgegenstand abzuholen.
Der Schaden, der einer Geschäftspartei dadurch entsteht, dass sie auf das Bestehen des Rechtsgeschäfts vertraute, wird als Vertrauensschaden bezeichnet.
Das Vertrauensinteresse ist vom Erfüllungsinteresse (positives Interesse) abzugrenzen. Dem Geschädigten geht es darum, so gestellt zu werden, als habe er nie etwas von dem Vertrag gehört.